# 이노쿠마 이사오
이노쿠마 이사오(일본어: 猪熊 功, 1938년 2월 4일~2001년 9월 28일)는 일본의 전 유도 선수, 기업인으로 1964년 하계 올림픽 헤비급에서 금메달을 획득했다.

## 생애
가나가와현 요코스카시에서 태어나 15세 때에 유도를 시작하였고 도쿄 교육대학(오늘날의 쓰쿠바 대학)에 입학하여 학생으로서는 처음으로 1959년 일본 전국 유도 선수권 대회를 우승하였다.
1963년 일본 선수권 대회에서 우승하고, 이듬해 4위를 하다가 1964년 하계 올림픽에 들어가 80kg 이상급에서 싸우게 되었다. 결승전에서 캐나다의 더그 로저스를 던지기 기술(잇폰 세오이나게)로 꺾고 금메달을 획득하였다. 이노쿠마의 승리는 지나친 일에 의하여 생긴 좌골 부상으로부터 회복되었고, 로저스는 당시 그보다 30&kg 더 무거웠다고 한다.
대학을 졸업하고 준텐도 대학과 일본 경시청의 유도 강사가 되었고 1965년 세계 선수권 대회의 무제한급에 참가하여 안톤 헤이싱크와 우승 메달을 두고 경쟁을 벌일 것으로 여겨졌으나 헤싱크는 헤비급에 출전하여 둘은 맞붙지 않았다. 둘은 각각 금메달을 획득했고 세계 선수권 대회 이후에 은퇴를 선언하였다.
1966년 경시청의 유도 강사직을 사임하고 도카이 건설 회사의 간부가 되었다. 국제 유도 연맹을 위한 고문으로서 유도와 지속적인 일을 하였고, 도카이 대학에서는 강사로 일하면서 야마시타 야스히로의 코치를 맡았다. 그는 유도와 관련된 몇몇의 책들과 안내서들을 저술하여 스포츠의 개발에 기여하였다. 1993년 도카이 건설 회사의 최고 경영자가 되었으나, 2001년 회사의 재정적 손해로 인하여 할복하며 63세의 나이로 숨졌다.